# 御前崎

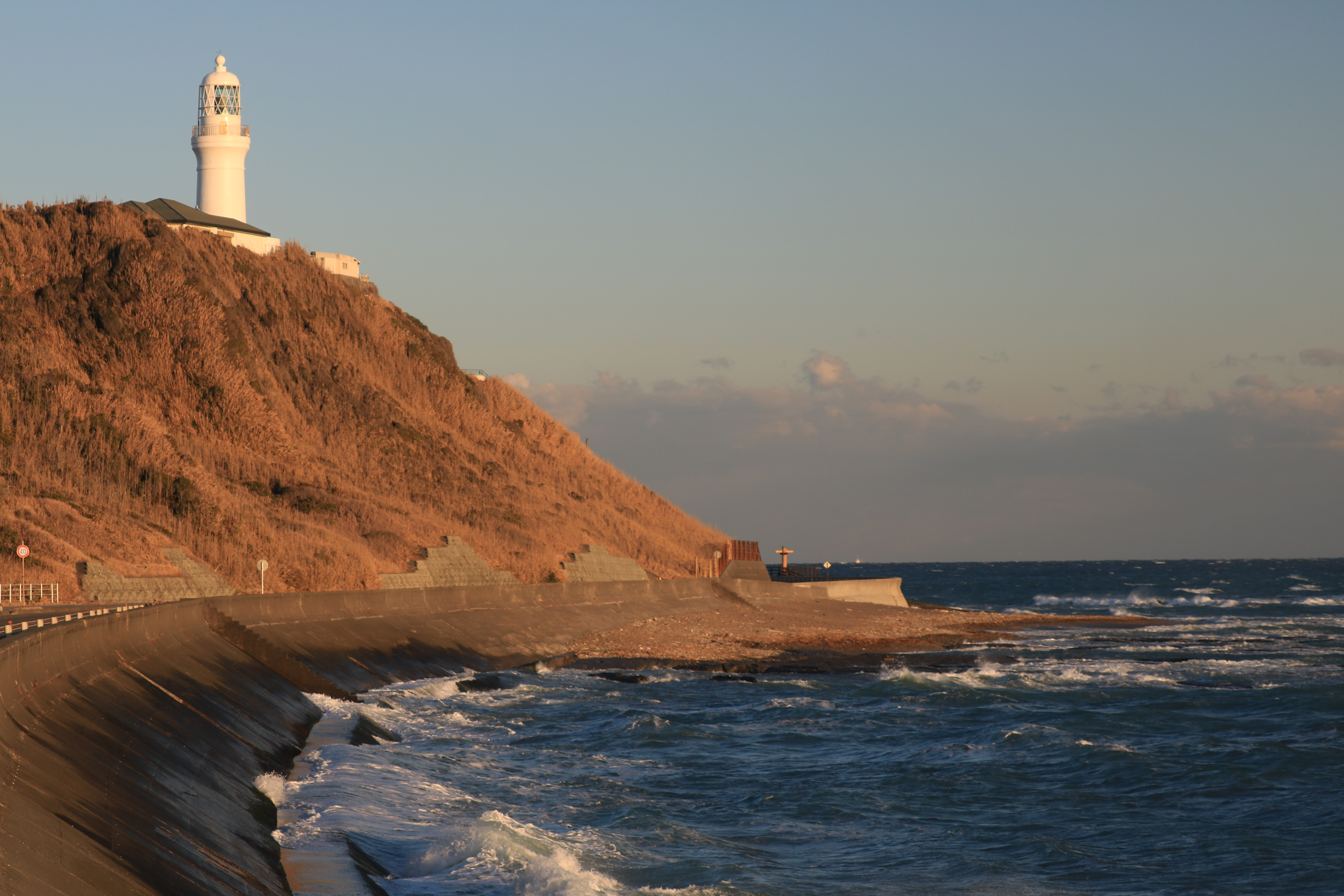
西側の海岸線から望む御前埼灯台と御前崎（右端）

御前崎（おまえざき）は、静岡県御前崎市御前崎に属し、東に駿河湾を、南に遠州灘を望む岬。静岡県では島嶼を除けば最南端である。

## 地理
東へ突き出る形で伸びる岬で、遠州灘側は強い湾岸流により砂丘が続くが、近年では海岸侵食が激しく、海岸線が後退している。一帯は風が強く、殊に10月から4月にかけて「遠州のからっ風」と呼ばれる偏西風が吹く。東岸には御前崎港、その北側には地頭方漁港が立地する。海岸線に沿った県道が整備されて眺望が楽しめる。
一帯は静岡県立御前崎遠州灘自然公園に指定されており、また岬近辺を御前崎ケープパークと称して整備している。
ウミガメの生息でも知られ、「御前崎のウミガメおよびその産卵地」は、国の天然記念物に指定されている。毎年6月〜8月にアカウミガメの産卵が見られ、一定個体数以上の産卵地としては日本最北限である。

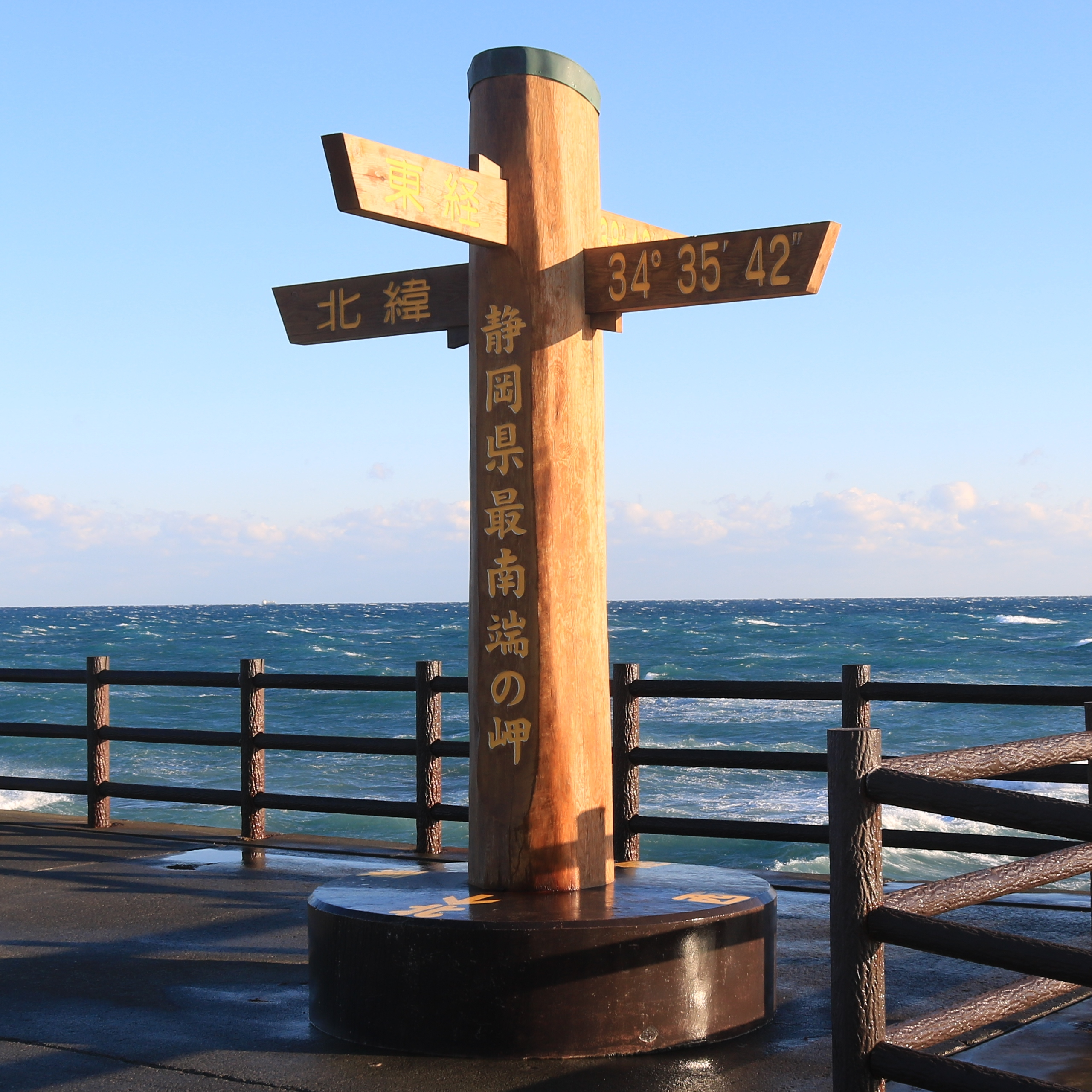
静岡県最南端の岬の碑

### 御前埼灯台

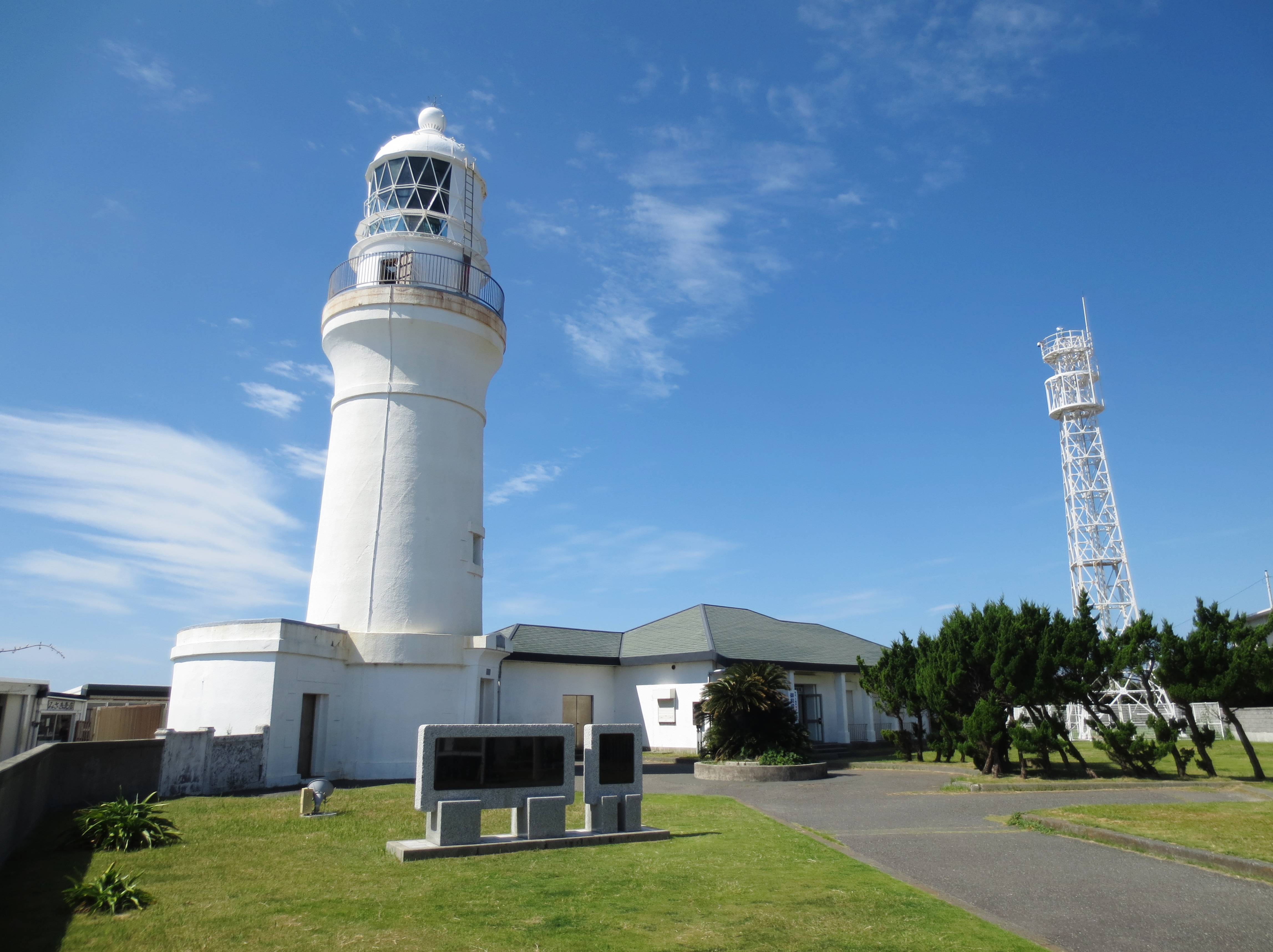
御前埼灯台

最南端には御前埼灯台が立つ。海抜53m、光達19海里。多くの灯台を手がけた英国人リチャード・ヘンリー・ブラントンにより設計され、1874年に初点灯した。映画『喜びも悲しみも幾歳月』の舞台の一つともなった。参観灯台で、一般人も有料で見学できる。

### 御前岩
御前埼灯台の東南東3kmほどの海中に御前岩と呼ばれる暗礁がある。この海域では1953年から1957年までの間に17隻の海難事故が発生する危険な海域であった。この海域に船舶が近寄らないようにするため、1958年に御前岩灯標（2013年10月より御前岩灯台）が設置された。御前岩灯台は世界最初の海上三脚灯台である。

## 海岸

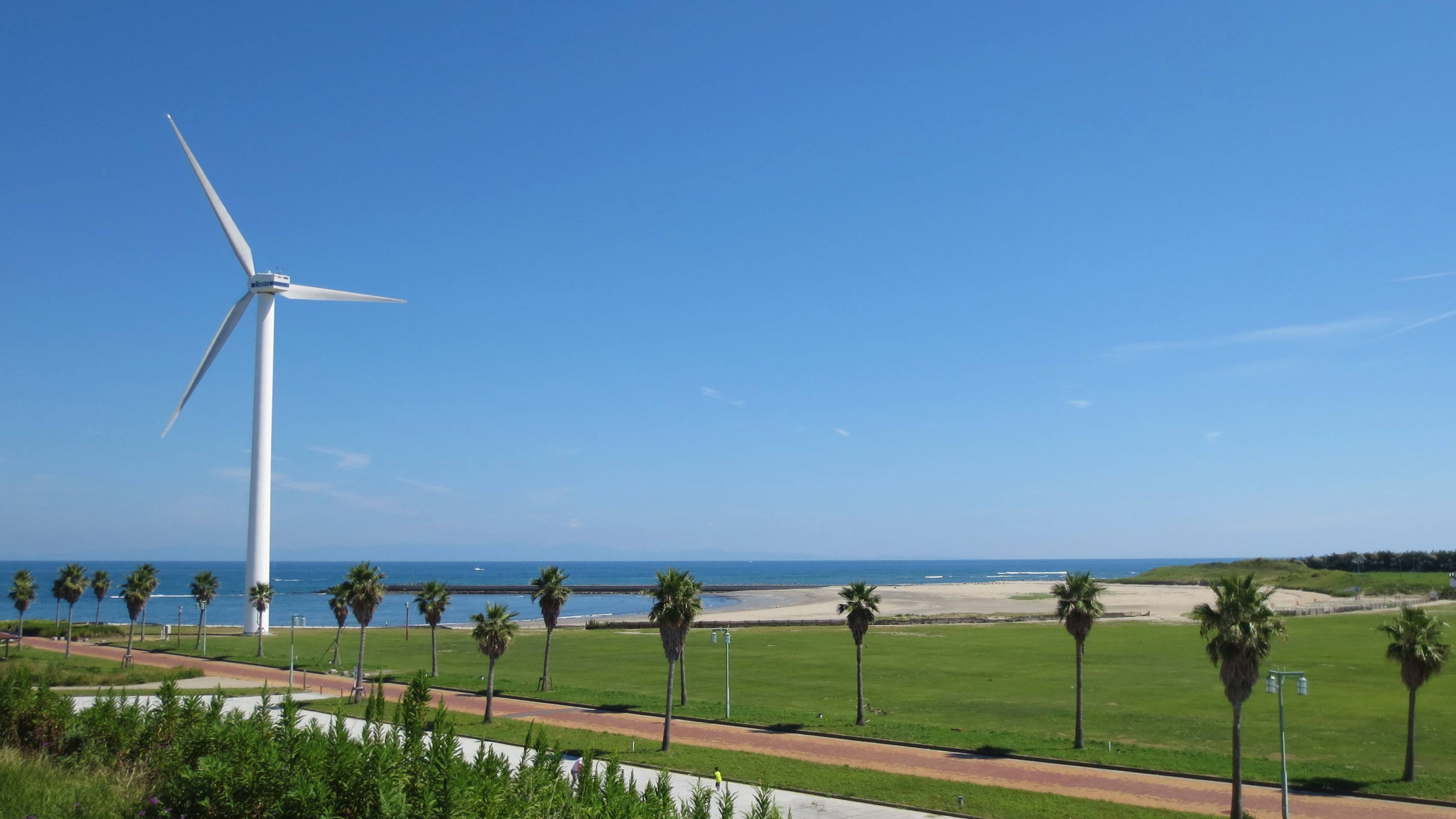
マリンパーク御前崎

- ウィンドサーフィンやサーフィンの名所でもあり、1980年代〜1990年代には、ウィンドサーフィンの世界大会「サムタイムワールドカップ」が5月のゴールデンウィークに長らく開催された。
- 2003年より、ビーチクリーンライブ「WINDBLOW」が開催されている。

## 世帯数と人口
2015年（平成27年）10月1日現在の世帯数と人口は以下の通りである。
| 大字   | 世帯数    | 人口    |
| ------ | --------- | ------- |
| 御前崎 | 1,507世帯 | 4,785人 |

## 周辺
- 御前埼灯台
- 御前崎港
- 御前崎ユースホステル
- マリンパーク御前崎
- 御前崎風力発電所
- 御前崎グランドホテル
- 浜岡原子力発電所
  - 浜岡原子力館・新エネルギーホール

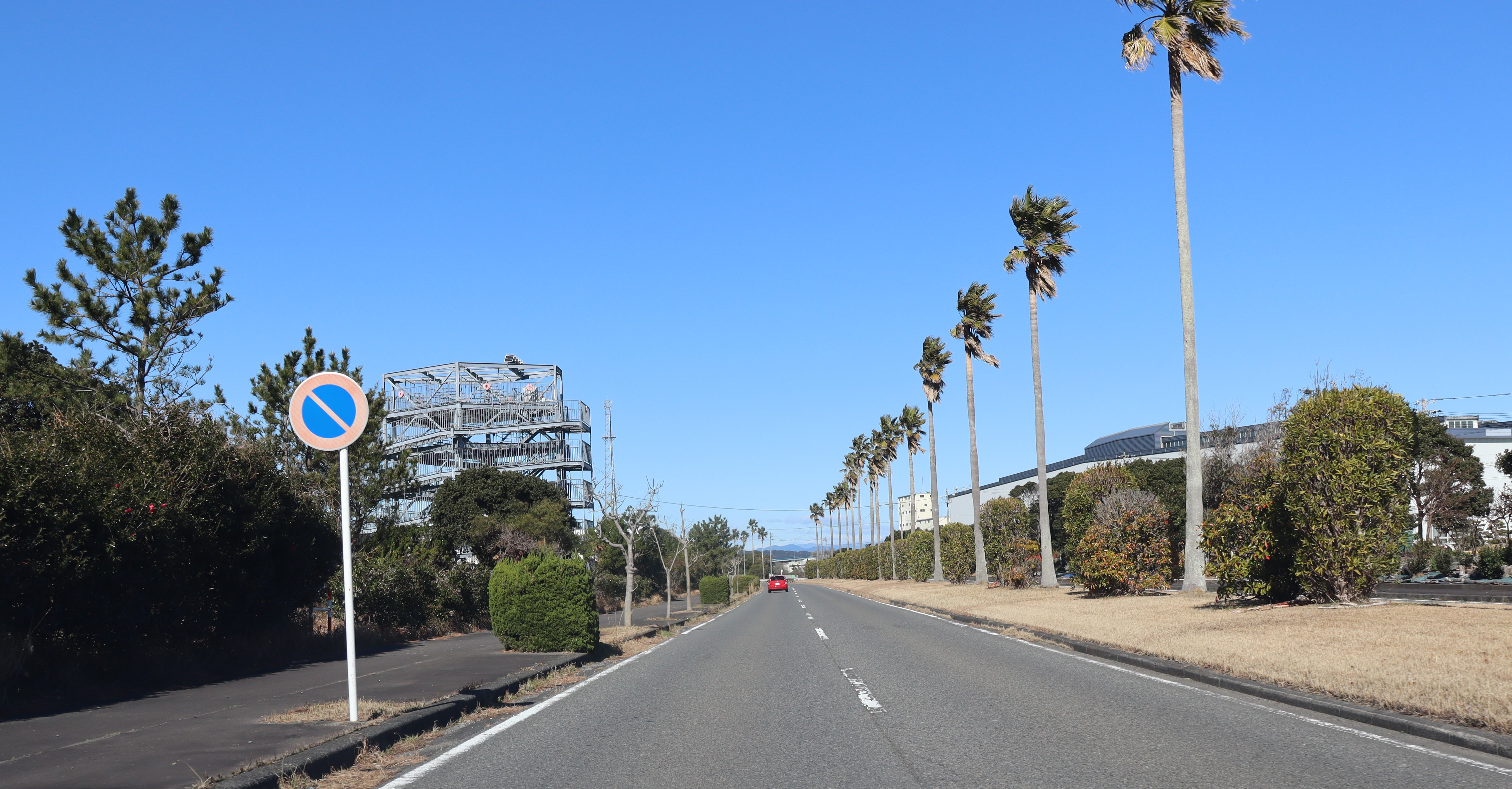
御前崎港沿線のヤシの木通り

なお、御前埼灯台の近くには1992年に開店した「紀行茶屋」があったが2021年8月31日に閉店した。

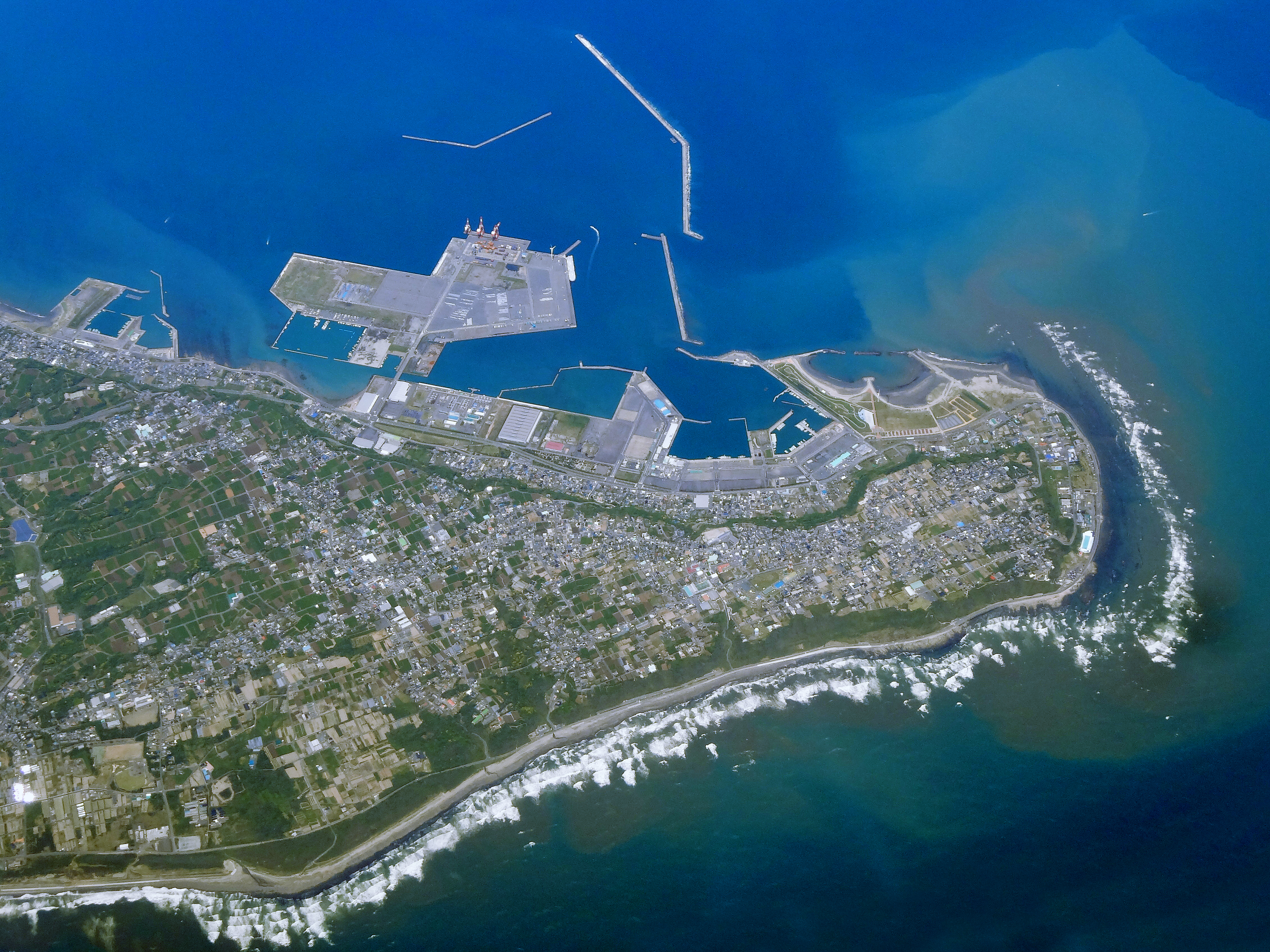
御前崎周辺 、空より（2013年撮影）
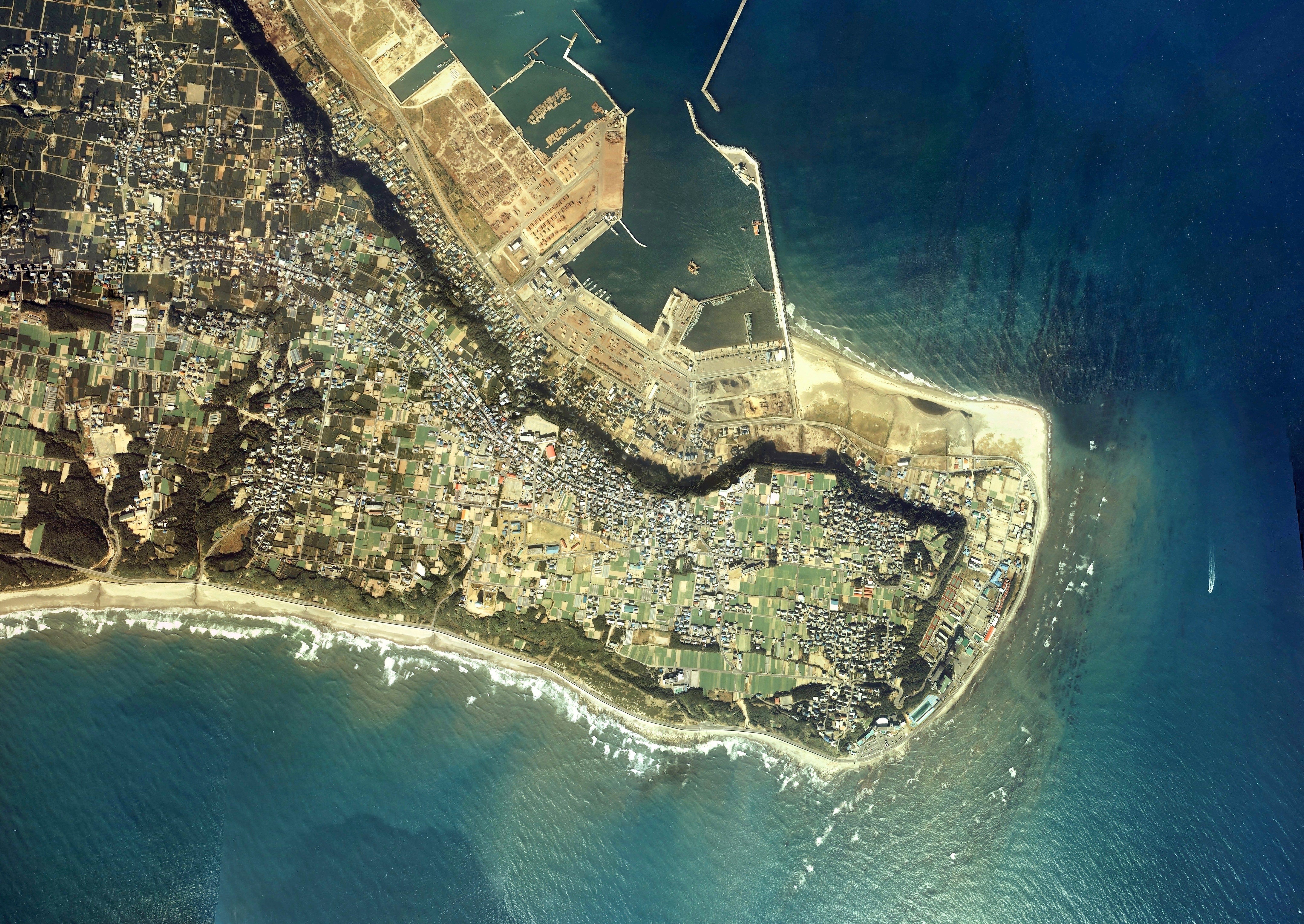
御前崎周辺の空中写真（1983年撮影）。 左の2013年撮影画像と比較すると北東沿岸の人工海浜はまだ整備されていない。1983年撮影の6枚を合成作成。
国土交通省 国土地理院 地図・空中写真閲覧サービスの空中写真を基に作成。

## 交通

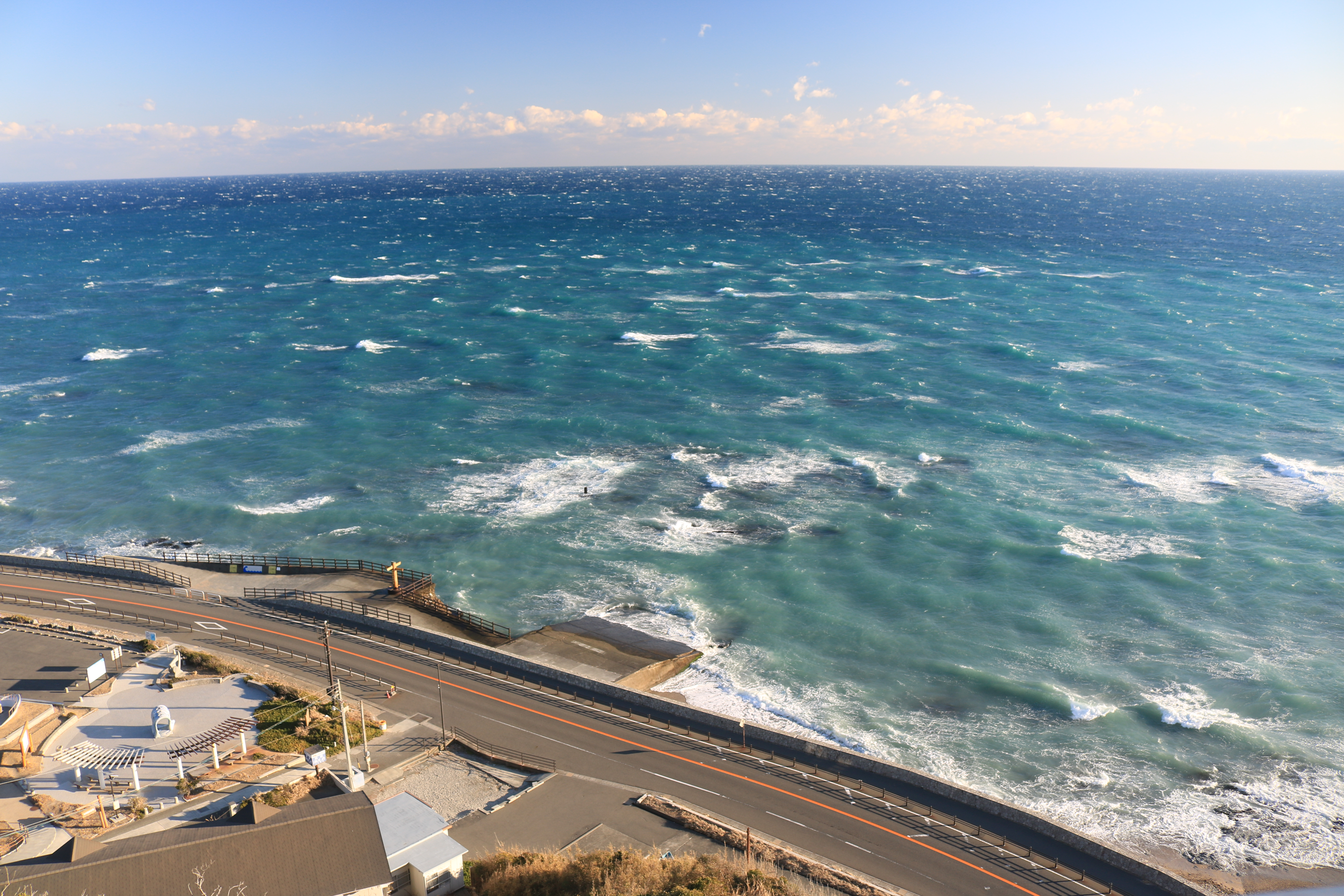
御前埼灯台上から見下ろす御前崎、海岸線を通る静岡県道357号佐倉御前崎港線と太平洋

- 新静岡駅・静岡駅からしずてつジャストラインバス、特急相良営業所行きに乗り、終点下車。相良営業所から御前崎行きのバスに乗り換え。
- 菊川駅からバス（しずてつジャストライン）
- 国道150号
- 静岡県道240号御前崎堀野新田線
- 静岡県道357号佐倉御前崎港線
- 静岡鉄道駿遠線（廃線）　かつて海岸沿いを走って岬の基部をよぎる線形で、袋井駅と藤枝駅とを結んでいた。

## 管轄

### 日本郵便
- 郵便番号 : 437-1621[2]（集配局：浜岡郵便局[11]）。

### 警察
町内の警察の管轄区域は以下の通りである。
| 番・番地等 | 警察署     | 交番・駐在所 |
| ---------- | ---------- | ------------ |
| 全域       | 菊川警察署 | 御前崎交番   |

## 出身者
- 大沢権右衛門 - 村役人